# Démocrates pour Andorre
Les Démocrates pour Andorre (en catalan : Demòcrates per Andorra, abrégé en DA) est un parti politique d'Andorre, de centre droit et de tendance libérale, fondé le 30 septembre 2011 sur la base de la coalition du même nom.
Les Démocrates dirigent le gouvernement d'Andorre depuis les élections de 2011. Aux élections de 2023, ils obtiennent 14 sièges sur 28 au Conseil général.

## Historique

### Coalition électorale
Démocrates pour Andorre est fondé en février 2011 sous la forme d'une nouvelle coalition électorale dans l'objectif de battre le parti socialiste au pouvoir depuis 2009. Elle prend la suite de la Coalition réformiste (CR) formée pour les élections de 2009 et comprend le Parti libéral d'Andorre (PLA), le Nouveau Centre (NC) et le Parti réformiste d'Andorre (PRA). La coalition est soutenue par l'Union Lauredana dans la paroisse de Sant Julià de Lòria. Elle est conduite par Antoni Martí issu du parti libéral.
Le 3 avril 2011, la coalition remporte la victoire et obtient 22 sièges sur 28, la totalité des 14 sièges au scrutin paroissial (dont 2 pour l'Union Lauredana) et 8 sièges sur les 14 au scrutin national. Le 12 mai, elle désigne Antoni Martí comme chef du gouvernement.

### Parti politique
À la suite de la victoire aux élections, la coalition engage un processus de transformation en parti politique. Le 21 juin 2011, la formation organise une assemblée publique dans l'objectif de former un parti en se basant sur l'organisation du PRA. Une partie des libéraux décide de ne pas rejoindre le nouveau parti et réactive le Parti libéral d'Andorre. Le 30 septembre 2011, la coalition se constitue en parti politique succédant ainsi au PLA, au NC et au PRA, avec Antoni Martí comme président.
Aux élections de 2015, le parti voit son score diminuer en obtenant 15 sièges face aux libéraux et à la coalition dirigée par le parti socialiste.
Aux élections de 2019, les Démocrates perdent leur majorité absolue. Ils parviennent à conserver le pouvoir en formant un gouvernement de coalition avec les Libéraux d'Andorre  et Citoyens engagés. Xavier Espot Zamora remplace Antoni Martí au poste de Chef du gouvernement d'Andorre et à la tête du parti.
Après les élections de 2023, le gouvernement obtient la majorité des sièges au conseil général. Le 10 mai 2023, Xavier Espot Zamora est réélu par les conseillers généraux et forme une coalition gouvernementale avec Citoyens engagés.

## Idéologie
Démocrates pour Andorre se positionne comme un parti de gouvernement d'inspiration libérale. Il vise un équilibre des dépenses publiques et une amélioration de la compétitivité des entreprises.
Face à l'opposition de certains partis et du coprince épiscopal, le gouvernement démocrate refuse de légaliser l'avortement en Andorre. En août 2022, le gouvernement légalise le mariage homosexuel.

## Résultats électoraux

### Élections législatives
| Année | Tête de liste       | Scrutin national | Scrutin national | Scrutin national | Scrutin paroissial | Total   |
| Année | Tête de liste       | Voix             | %                | Sièges           | Sièges             | Sièges  |
| ----- | ------------------- | ---------------- | ---------------- | ---------------- | ------------------ | ------- |
| 2011  | Antoni Martí        | 8 553            | 53,26            | 12 / 14          | 8 / 14             | 20 / 28 |
| 2015  | Antoni Martí        | 5 448            | 37,03            | 10 / 14          | 5 / 14             | 15 / 28 |
| 2019  | Xavier Espot Zamora | 6 248            | 35,13            | 5 / 14           | 6 / 14             | 11 / 28 |
| 2023  | Xavier Espot Zamora | 6 262            | 32,66            | 4 / 14           | 10 / 14            | 14 / 28 |

### Élections municipales
Les résultats présentées ci-dessous comprennent l'ensemble des voix et sièges obtenus sur les listes électorales où sont présents les Démocrates pour Andorre.
| Année | Voix  | %     | Sièges  |
| ----- | ----- | ----- | ------- |
| 2015  | 4 959 | 30,07 | 45 / 80 |
| 2019  | 6 092 | 42,86 | 49 / 80 |
| 2023  | 7 956 | 53,03 | 47 / 80 |